# Treća hrvatska vaterpolska liga
Treća hrvatska vaterpolska liga najniža je razina hrvatskog profesionalnog vaterpola koja broji 17 klubova. Dijeli se na četiri skupine: splitsku, šibensku, riječku i slavonsku. Klubovi slavonske skupine i zagrebački Mladost, Medveščak i Dinamo jedini su vaterpolski klubovi u kontinentalnoj Hrvatskoj.

## Klubovi 2015.

### Split
- Podgora - Podgora
- Pučišća - Pučišća
- Korenat - Dugi Rat
- Zale - Igrane
- Zvončac - Split

### Šibenik
- Albamaris  - Biograd na Moru
- Croatia - Turanj
- Gusar -  Sveti Filip i Jakov
- Tisno - Tisno

### Rijeka
- Crikvenica - Crikvenica
- Delfin - Rovinj
- Jadran - Kostrena
- Lošinj - Mali Lošinj
- Pula - Pula

### Slavonija
- Đakovo - Đakovo
- Marsonia - Slavonski Brod
- Mursa - Osijek
- Osijek - Osijek
- Vinkovci - Vinkovci

## Vanjske poveznice
- Treća liga - Split  Arhivirana inačica izvorne stranice od 1. kolovoza 2013. (Wayback Machine)
- Treća liga - Šibenik  Arhivirana inačica izvorne stranice od 8. kolovoza 2013. (Wayback Machine)
- Treća liga - Rijeka  Arhivirana inačica izvorne stranice od 1. kolovoza 2013. (Wayback Machine)
- Treća liga - Slavonija  Arhivirana inačica izvorne stranice od 1. kolovoza 2013. (Wayback Machine)